# Rudolf Martin
Rudolf Martin (Berlino Ovest, 31 luglio 1967) è un attore tedesco.
Nato e cresciuto a Berlino, si trasferì a Parigi dove frequentò l'università, per poi trasferirsi in America, dove ha iniziato la sua carriera cinematografica, prendendo parte in diversi film, tra cui Codice: Swordfish.
È sposato dal 2012 con Katherine LaPlant, da cui ha avuto una figlia, Eloise.

## Filmografia parziale

### Cinema
- Felicità rubata (Fall), regia di Eric Schaeffer (1997)
- High Art, regia di Lisa Cholodenko (1998)
- Indiavolato (Bedazzled), regia di Harold Ramis (2000)
- Codice: Swordfish (Swordfish), regia di Dominic Sena (2001)
- Le Mans '66 - La grande sfida (Ford v Ferrari), regia di James Mangold (2019)

### Televisione
- Buffy l'ammazzavampiri (Buffy the Vampire Slayer) – serie TV, episodio 5x01 (2000)
- NCIS - Unità anticrimine (NCIS) – serie TV, 6 episodi (2004-2012)
- S.W.A.T. – serie TV, 1 episodio (2019)

## Doppiatori italiani
Nelle versioni in italiano dei suoi lavori, Rudolf Martin è stato doppiato da:
- Christian Iansante in Buffy l'ammazzavampiri, SWAT
- Francesco Bulckaen in NCIS - Unità anticrimine
- Ambrogio Colombo in The Mentalist
- Fabrizio Russotto in FBI: Most Wanted
- Alessandro Rigotti in CSI: Miami
- Fabio Boccanera in 24